# Chiesa di San Venceslao (Žabonosy)
La chiesa di San Venceslao (in ceco Kostel svatého Václava) è il luogo di culto cattolico che si trova a Žabonosy, comune del Distretto di Kolín, nella Boemia Centrale, Repubblica Ceca. Si tratta di una chiesa sussidiaria della parrocchiale di Pečky nell'arcidiocesi di Praga che risale al X secolo ed è considerata monumento culturale nazionale.

## Storia

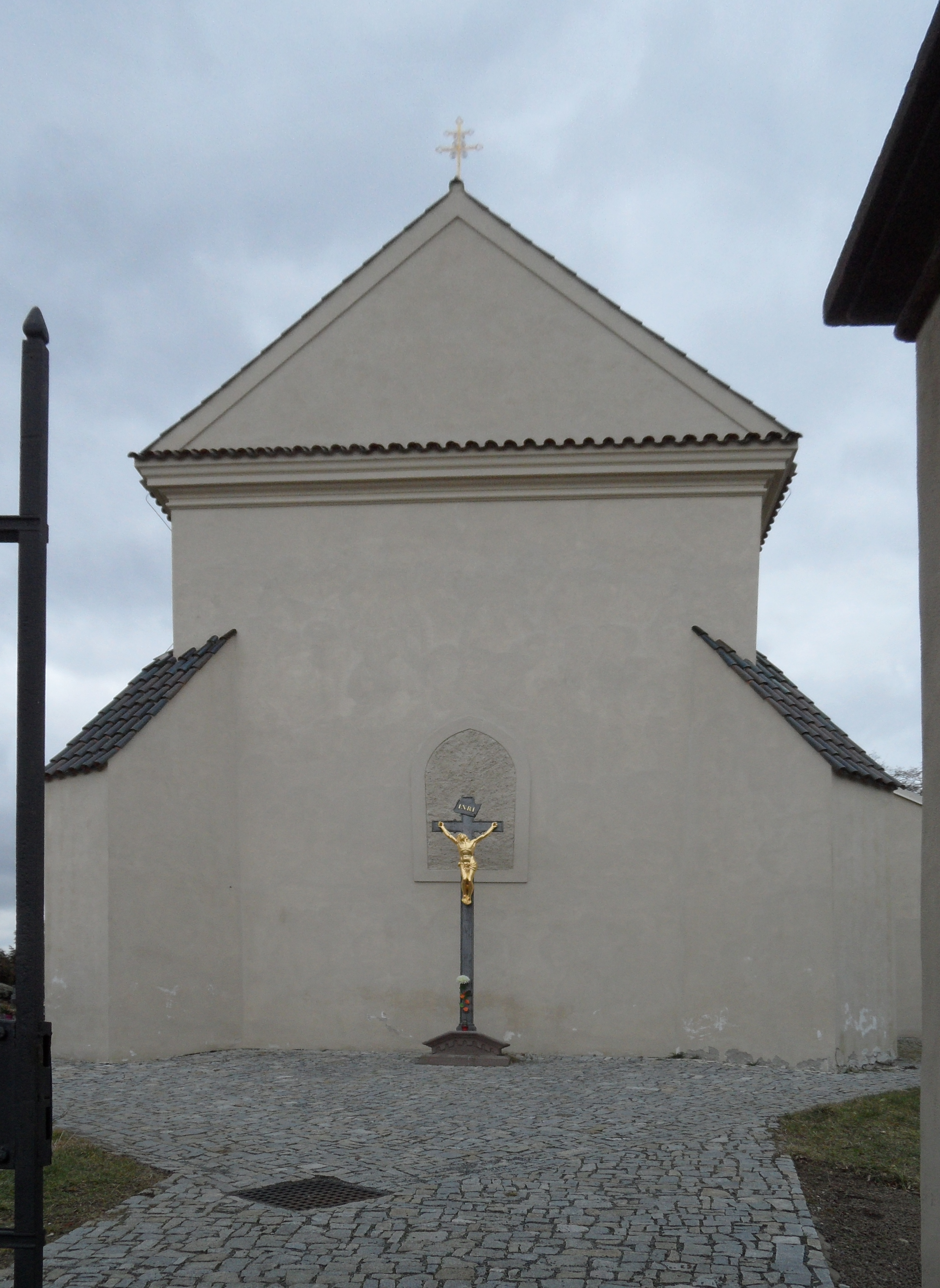
Facciata posteriore della chiesa con contrafforti

La prima chiesa edificata a Žabonosy risale al X secolo ed era una struttura romanica semplice con un'abside caratterizzato da mura di notevole spessore. Questa parte ci è parzialmente pervenuta e si trova sotto la parte occidentale della chiesa moderna sui resti delle fondazioni dell'altare dove è presente una colonna che sostiene il portico. La lunghezza della navata era di almeno 7 metri secondo le strutture rinvenute e la facciata occidentale di questo edificio arrivava all'incirca alla recente camera mortuaria. Le informazioni relative alla sua storia non sono molto precise poiché a quel tempo il territorio non ricopriva una particolare importanza ma sembra accertato che l'edificio sia stato ricostruito nel secolo seguente. Intorno al 1150 questa costruzione scomparve dai testi che ci sono perbenuti. Alla fine del XII secolo si ebbe una terza fase di ricostruzione con un edificio dotato di una navata completamente nuova anche se molto più modesta dell'edificio precedente e notevolmente spostata in direzione est. Questa chiesa costituisce già il nucleo della chiesa recente e per la sua costruzione è stata utilizzata anche la muratura più antica. L'estremità orientale della chiesa fu successivamente demolita e sostituita da un presbiterio gotico. Al posto della torre campanaria recente vi era un locale rinforzato da robusta muratura che fungeva da cassaforte per gli oggetti preziosi. Durante il XIV secolo si ebbe la quarta fase costruttiva e fu aggiunta una torre tardo romanica con basamento quadrato che secondo il progetto originario doveva essere aperta al pianterreno da un porticato. Per ragioni sconosciute il porticato non venne realizzato o fu rapidamente murato. Nella parte occidentale della navata fu costruito anche il portico sostenuto da una colonna romanica più antica, che sembra sia stata portata in seguito in un altro posto di Zabonosy. Nel 1352 il luogo di culto venne menzionato per la prima volta negli inventari pontifici delle decime. Verso la fine del secolo fu ricostruita in stile gotico. Nel 1600 o 1609 fu oggetto di una nuova ricostruzione e sul lato sud fu aggiunto un vestibolo rinascimentale, poi demolito, e la chiesa fu pavimentata in ceramica e tale pavimento è ancora parzialmente conservato e sotto la navata furono costruite due cripte collegate da un corridoio e la sagrestia. In tale momento vennero quasi completamente distrutti i resti della struttura romanica. La chiesa acquisì la forma recente nel 1721, quando la torre e le facciate furono modificate in stile barocco, e questo nascose in gran parte l'aspetto medievale dell'esterno dell'edificio. Ulteriori lavori di consolidamento statico e restauro conservativo si sono realizzati entro la metà del XX secolo e all'inizio del XXI secolo. L'ultima cerimonia di consacrazione dopo i lavori effettuati si è avuta il 23 settembre 2010 alla presenza dell'allora arcivescovo di Praga, metropolita e primate di Boemia Dominik Duka.

## Descrizione

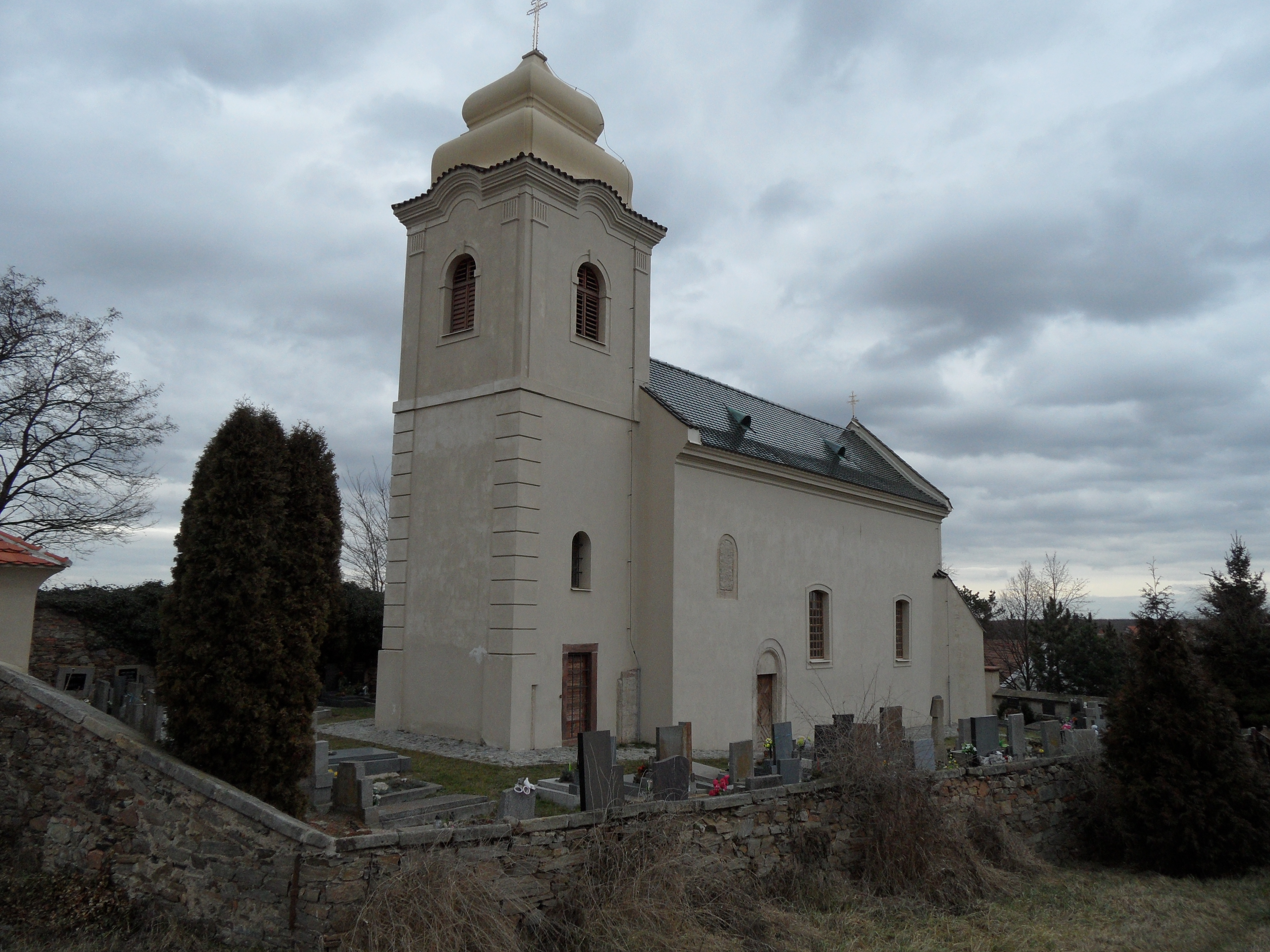
Chiesa di San Venceslao di Žabonosy con attorno il cimitero della comunità

### Esterni
La chiesa di San Venceslao si trova nella parte occidentale dell'abitato di Žabonosy, comune della Boemia Centrale, Repubblica Ceca. Conserva elementi architettonici romanici, gotici e barocchi. La chiesa mostra orientamento tradizionale verso est e l'ingresso alla sala avviene dalla base della torre campanaria posta davanti alla facciata principale. Il portale è romanico mentre la parte orientale del presbiterio e della sagrestia sono gotiche, nella sagrestia si trova una stretta finestra semicircolare romanica secondaria murata. Nella parte orientale del presbiterio si apre una finestra ad arco gotica murata. L'area della chiesa comprende la camera mortuaria e il cimitero con muro di cinta.

### Interni
La navata interna è unica con presbiterio a base rettangolare terminato esternamente da contrafforti. L'accesso alla sagrestia si trova sul lato nord della navata. Il presbiterio ha copertura con volta gotica a crociera e costoloni massicci senza mensole, e vi si accede dalla navata attraverso un arco trionfale quasi semicircolare. Nella parte occidentale della navata si conserva una tribuna signorile romanica sulle lesene profilate della parete e una colonna centrale con fusto a vite ritorta. La colonna è provvista di quattro lastre di piombo, di cui quella orientale è decorata con una civetta con gli occhi aperti.

### Monumento nazionale culturale della Repubblica Ceca
La tutela dei monumenti della Repubblica Ceca considera la chiesa di San Venceslao di Žabonosy un monumento culturale nazionale tutelato col numero di catalogo 1000152066. Oggetto di tutela sono la chiesa con la camera mortuaria e il terreno con la cinta muraria.